# Maria Stokholm
Maria Stokholm (født 28. juni 1971) er en dansk skuespiller.
Stokholm er uddannet fra Statens Teaterskole i 1996 og har bl.a. været tilknyttet Aarhus Teater, Odense Teater og Aalborg Teater.

## Udvalgt filmografi
- Nattens engel (1998)
- Klinkevals (1999)
- Dommeren (2005)
- Headhunter (2009)

### Tv-serier
- Strisser på Samsø (1997-1998)
- Rejseholdet (2000-2003)
- Skjulte spor (2000-2001)
- Den serbiske dansker (2001)
- Forsvar (2003)
- Anna Pihl (2006-2007)
- 2900 Happiness (2007)
- Klovn (2008)